# أور يهودا
أور يهودا (بالعبرية: אוֹר יְהוּדָה أي نور يهودا) مدينة إسرائيلية تقع ضمن لواء تل أبيب على مساحة 5.1 كم2، وقد بلغ عدد سكانها عام 2007 قرابة 32,000 نسمة.
تأسست عام 1949 كمستوطنة يهودية، على أنقاض القريتين الفلسطينيتين ساقية وكفر عانا المهجرتين بفعل حرب 1948. سميت نسبة إلى يهودا بن شلومو حاي القلعي.

## توأمة
لأور يهودا اتفاقيات توأمة مع كل من:
- شارلوتنبورج فيلمسدورف
- ميلواكي